# Akvarashi (Pokveshi)
Akvarashi (en georgiano: აყვარაში) o Akuarash (en abjasio: Акәарашь) es una aldea que pertenece a la parcialmente reconocida República de Abjasia, dentro del distrito de Ochamchire, aunque de iure es parte del municipio de Ochmachire de la República Autónoma de Abjasia de Georgia.

## Geografía
Akvarashi se encuentra a orillas del río Galizdga, a 13 km de Ochamchire. La aldea se administra desde el pueblo de Pokveshi. 